# Washington García Rijo
Washington García Rijo (1921 - 22 de septiembre de 2010), político uruguayo perteneciente al Partido Colorado.
Oriundo del departamento de Rocha, milita en política desde los 17 años, en las filas de Luis Batlle Berres. Cuando este fallece, le brinda su respaldo a su hijo y sucesor, Jorge Batlle Ibáñez. 
Fue sucesivamente concejal departamental, jefe de policía, miembro del consejo directivo del SODRE, vicepresidente de la Administración Nacional de Puertos; representó a Rocha en el Parlamento como diputado por la Lista 15 en 1967-1972 y en 1985-1990.
Posteriormente adhiere a la precandidatura de Pedro Bordaberry.
También se dedicó a la radiodifusión, siendo uno de los cofundadores de Radio Fortaleza de Rocha en 1971.
Casado con Dolores Ramón, reside en Barra del Chuy, de la cual fue uno de los habitantes pioneros.